# João 6

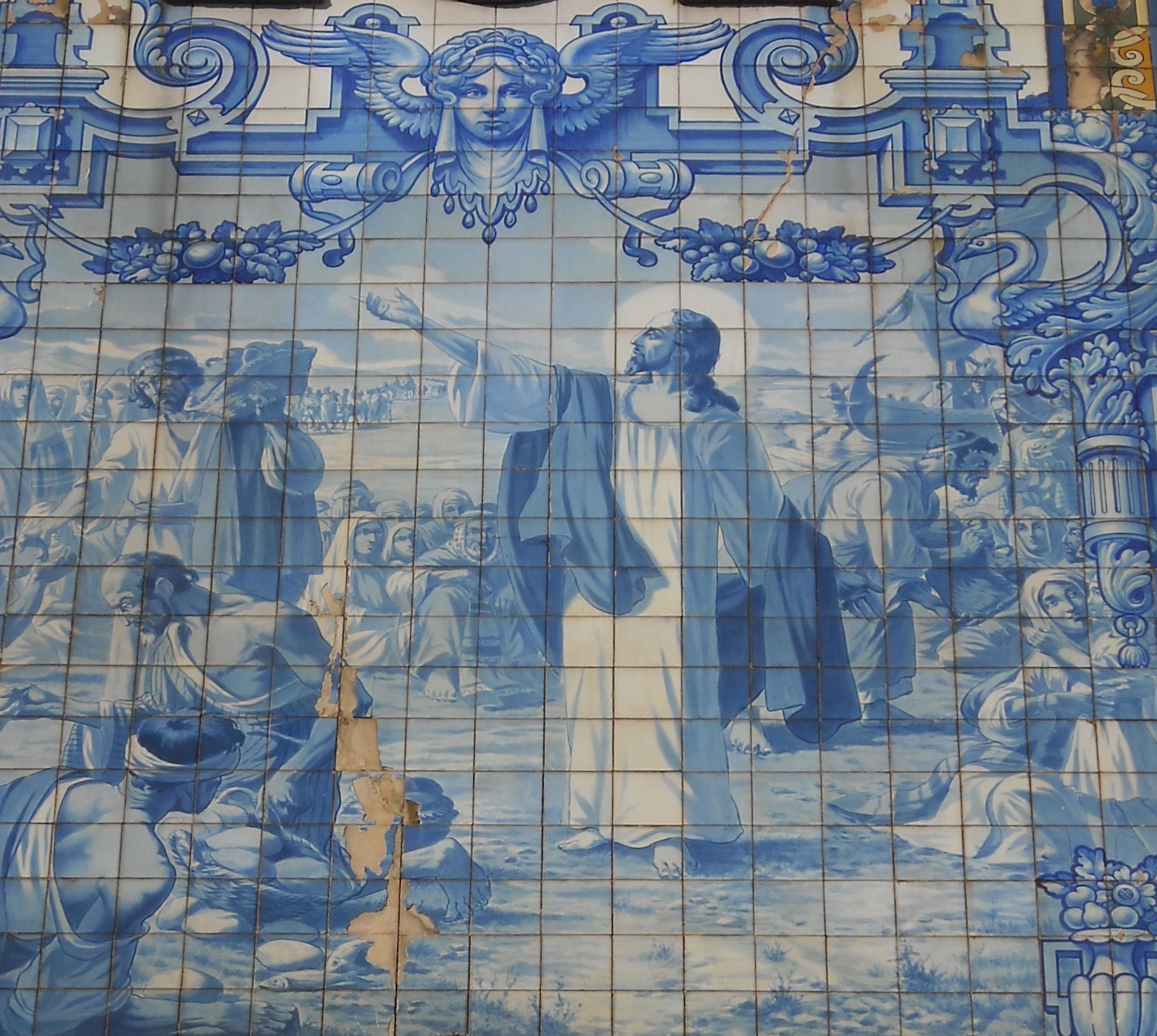
Jesus multiplica os pães e peixes, um dos episódios narrados em João 6.
Azulejos na Igreja de Santo Ildefonso em Porto, Portugal.

João 6 é o sexto capítulo do Evangelho de João no Novo Testamento da Bíblia.

## Milagres

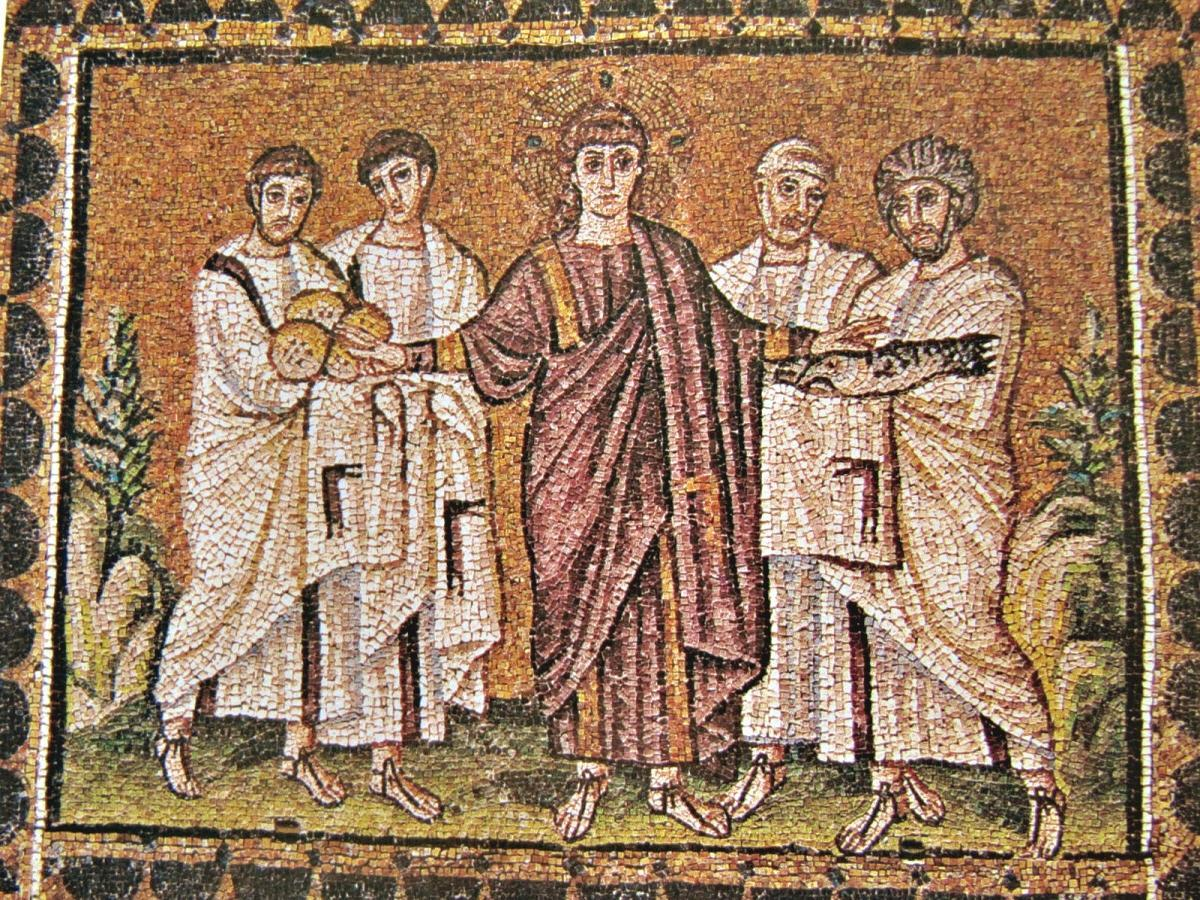
Jesus alimentando os cinco mil. Mosaico na Basilica di Sant'Apollinare Nuovo em Ravena, datado do século VI d.C.

O capítulo seis de João começa com o relato sobre a multiplicação dos pães e peixes (João 6:1–15), no qual Jesus utiliza "cinco pães e dois peixes" para alimentar mais de 5 000 pessoas. Em seguida, quando os discípulos seguiam para Cafarnaum atravessando o Mar da Galileia, Jesus anda sobre as águas para chegar até eles, demonstrando seu poder sobre a natureza e os elementos (Jesus 6:16–21).

## O Pão da Vida
Em seguida, Jesus profere um de seus mais importantes e mais conhecidos discursos, conhecido como "Pão da Vida" (João 6:22–59). Jesus se declara o alimento enviado pelo Pai para salvar os homens, continuando a linha doutrinária iniciada nos capítulos anteriores:
| “ | «Eu sou o pão vivo que desci do céu; se alguém comer deste pão, viverá eternamente; e o pão que eu darei pela vida do mundo, é a minha carne.» (João 6:51) | ” |

Em seguida, Jesus discursa sobre seu corpo e sangue, predizendo suas palavras na Última Ceia:
| “ | «Respondeu-lhes Jesus: Em verdade, em verdade vos digo: Se não comerdes a carne do Filho do homem e não beberdes o seu sangue, não tendes a vida em vós. Quem come a minha carne e bebe o meu sangue, tem a vida eterna; e eu o ressuscitarei no último dia. Pois a minha carne é verdadeira comida, e o meu sangue verdadeira bebida. Quem come a minha carne e bebe o meu sangue, permanece em mim e eu nele.» (João 6:53–56) | ” |